# Copa COSAFA 2010
La Copa COSAFA 2010 sería la decimocuarta edición del torneo de fútbol a nivel de selecciones nacionales de África del Sur organizado por la COSAFA y que se iba a jugar en las ciudad de Benguela y Lubango en Angola con la participación de 14 selecciones de la región.
El torneo finalmente fue cancelado por la COSAFA en el mes de octubre debido a que el organizador determinó que Angola no brindaba las garantías para organizar el evento.

## Participantes
Estos iban a ser los participantes en el torneo:
| - Angola - Botsuana - Comoras - Lesoto - Madagascar | - Malaui - Mauricio - Mozambique - Namibia - Seychelles | - Sudáfrica - Suazilandia - Zambia - Zimbabue |

## Sedes
| Benguela                                | Estádio Nacional de Ombaka Estádio Nacional da Tundavala | Lubango                                 |
| Estádio Nacional de Ombaka              | Estádio Nacional de Ombaka Estádio Nacional da Tundavala | Estádio Nacional da Tundavala           |
| 12°35′38″S 13°23′24″E / -12.594, 13.390 | Estádio Nacional de Ombaka Estádio Nacional da Tundavala | 14°56′53″S 13°32′13″E / -14.948, 13.537 |
| Capacidad: 35,000                       | Estádio Nacional de Ombaka Estádio Nacional da Tundavala | Capacidad: 20,000                       |